# Anthidium sichuanense
Anthidium sichuanense är en biart som beskrevs av Wu 1992. Anthidium sichuanense ingår i släktet ullbin, och familjen buksamlarbin. Inga underarter finns listade i Catalogue of Life.